# Cyamus balaenopterae
Cyamus balaenopterae är en kräftdjursart som beskrevs av K. H. Barnard 1931. Cyamus balaenopterae ingår i släktet Cyamus och familjen vallöss. Inga underarter finns listade i Catalogue of Life.